# Amanda Pays
Amanda Pays (Londra, 6 giugno 1959) è un'attrice e designer britannica.

## Biografia
È figlia degli attori Howard Pays e Jan Miller e nipote dell'attrice Mandy Miller. 
A 22 anni, dopo alcuni anni trascorsi lavorando come modella, decide di intraprendere la carriera di attrice, iscrivendosi alla Academy of Live and Recorded Arts (ALRA) di Londra. Debutta nel 1984 nel film TV dell'HBO The Cold Room.
Amanda Pays è conosciuta dal pubblico italiano principalmente per il ruolo avuto nella serie televisiva fantascientifica/cyberpunk degli anni ottanta Max Headroom, in cui interpretava l'"operatore" Theora Jones, ovvero un tecnico-hacker che appoggiava da remoto, tramite computer, le inchieste giornalistiche effettuate in diretta del protagonista Edison Carter (interpretato dall'attore Matt Frewer).
Oltre a questo ha ricoperto, tra le produzioni che hanno avuto un certo risalto in Italia, anche il ruolo della dottoressa Christina "Tina" McGee nel telefilm Flash ispirato all'omonimo supereroe della DC Comics, il ruolo di Elizabeth Williams nel film Leviathan e un ruolo minore nei filmati che accompagnavano il videogioco della serie Wing Commander: Privateer 2 The Darkening.
Ha partecipato come guest star a diversi telefilm, tra cui X-Files, Nip/Tuck e Settimo cielo.
In X-Files (episodio della prima stagione Bruciati vivi) interpreta il personaggio di Phoebe Green, un ispettore di Scotland Yard che in passato aveva avuto una lunga relazione con Fox Mulder. Inizialmente era previsto che il suo personaggio, grazie anche alla notorietà dell'attrice per i suoi passati ruoli in altri telefilm fantascientifici, comparisse in altri episodi della serie, ma uno scarso riscontro tra i fan (secondo il regista Chris Carter "i fan su internet amavano odiare" il suo personaggio) fece scartare l'idea.
Dal 2014 appare nella serie televisiva The Flash, nuova serie incentrata sul velocista scarlatto, riprendendo il ruolo della dottoressa Christina McGee.
Durante il periodo di maggiore notorietà è stata la testimonial di diversi spot televisivi.
Oltre al lavoro di attrice svolge la professione di designer di interni (per queste sue conoscenze è anche presentatrice del programma The Breathing Room sulla tv satellitare Fine Living). In una puntata di Nip/Tuck interpreta se stessa (viene assunta da Christian Troy per riarredare l'appartamento).

## Vita privata
È sposata dal 1988 con l'attore statunitense Corbin Bernsen, con cui ha avuto quattro figli.

## Filmografia parziale

### Cinema
- Oxford University (Oxford Blues), regia di Robert Boris (1984)
- Saigon (Off Limits), regia di Christopher Crowe (1988)
- Leviathan, regia di George Pan Cosmatos (1989)
- Fuoco sulla città (Ablaze), regia di Jim Wynorski (2001)

### Televisione
- Agatha Christie: 13 a tavola (Thirteen at Dinner), regia di Lou Antonio - film TV (1985)
- Max Headroom - film TV (1985) e serie televisiva (1987-1988)
- A.D. - Anno Domini (A.D.) - miniserie, regia di Stuart Cooper (1985)
- Computer Dreams - documentario, regia di Geoffrey de Valois (1988)
- Il principe ranocchio (The Frog Prince), regia di Jackson Hunsicker - film TV (1988)
- Flash - film TV (1990) e serie televisiva (1990-1991) - Tina McGee
- X-Files (The X-Files) - serie TV, episodio 1x12 (1993)
- Hollywood Confidential, regia di Reynaldo Villalobos - film TV (1997)
- Settimo cielo (7th Heaven) - serie TV, episodio 3x17 (1999)
- Nip/Tuck - serei TV, episodio 4x01 (2006)
- The Flash - serie TV (2014) - Tina McGee

## Doppiatrici italiane
- Roberta Greganti in Leviathan
- Roberta Pellini in X-Files